# Troglodicus meridionale
Troglodicus meridionale är en mångfotingart som först beskrevs av Ionel Grigore Tabacaru 1967.  Troglodicus meridionale ingår i släktet Troglodicus och familjen Anthroleucosomatidae. Inga underarter finns listade i Catalogue of Life.